# Maria Teresa Ledóchowska
Maria Teresa Ledóchowska, född 29 april 1863 i Loosdorf, död 6 juli 1922 i Rom, var en polsk romersk-katolsk nunna och grundare av Helige Petrus Clavers missionssystrar. Hon vördas som salig i Romersk-katolska kyrkan, med minnesdag den 6 juli.
Saliga Maria Teresa Ledóchowska är begravd i Cappella di San Pietro Claver i Helige Petrus Clavers missionssystrars moderhus vid Via dell'Olmata 16 i Rom.
Hennes yngre syster Ursula Ledóchowska (1865–1939) helgonförklarades av påve Johannes Paulus II år 2003.

## Bilder
| - Skulptur föreställande saliga Maria Teresa Ledóchowska. Sankt Josefs kyrka i Muszyna. |